# گاوداری علی‌اکبر متحدی
گاوداری علی‌اکبر متحدی یک منطقهٔ مسکونی در ایران است که در دهستان خرقان (شاهرود) واقع شده‌است. گاوداری علی‌اکبر متحدی ۳۴ نفر جمعیت دارد.